# Піски (Петропавловський район)
Піски (рос. Пески) — село у Росії, Петропавловському районі Воронізької області. Утворює окреме Пісковське сільське поселення.
Населення становить 1402 особи (651 чоловічої статі й 751 — жіночої) за переписом 2010 року; 1482 особи 2005 року.

## Історія
За переписом 1897 року кількість мешканців становила 2607 осіб (1297 чоловічої статі та 1310 — жіночої), з яких всі — православної віри.
За даними 1900 року на хуторі Старо-Міловатської волості Богучарського повіту Воронізької губернії мешкало 2595 осіб (1273 чоловічої статі та 1322 — жіночої) переважно українського населення, налічувалось 1019 дворових господарств, існували 2 православні церкви, земська школа і церковно-парафіяльна школа, 6 птахозабійних заводів, 2 дріб'язкових і 2 винних лавки, 2 постоялих двори.

## Населення
| 2010  | 2012  | 2013  | 2014  | 2015  | 2016  | 2017  |
| ----- | ----- | ----- | ----- | ----- | ----- | ----- |
| 1402  | ↘1367 | ↘1337 | ↘1298 | ↘1287 | ↗1289 | ↘1258 |
| 2018  |       |       |       |       |       |       |
| ↘1243 |       |       |       |       |       |       |